# Billy Quirk
Pour les articles homonymes, voir Quirk.
Billy Quirk, né le 29 mars 1873 à Jersey City, New Jersey, États-Unis et mort le 20 avril 1926 à Los Angeles, Californie, États-Unis, est un acteur américain de cinéma muet.

## Biographie
Né sous le nom William Andrew Quirk, il commence sa carrière au cinéma avec D. W. Griffith, dans les studios Biograph à Manhattan. Il partage l'affiche avec Mary Pickford, avant de devenir une des premières vedettes des débuts du cinéma. Ultérieurement il travaille pour Solax, Vitagraph et d'autres studios.

## Filmographie
- 1909 : The Heart of an Outlaw de D. W. Griffith
- 1909 : Un dormeur encombrant (A Sound Sleeper) de D. W. Griffith
- 1909 : The Son's Return de D. W. Griffith
- 1909 : The Faded Lilies de D. W. Griffith
- 1909 : Was Justice Served? de D. W. Griffith : un juré
- 1909 : The Mexican Sweethearts de D. W. Griffith : un soldat américain
- 1909 : Le Collier de perles (The Necklace) de D. W. Griffith
- 1909 : The Cardinal's Conspiracy de D. W. Griffith et Frank Powell : le barbier / un membre de la cour
- 1909 : The Renunciation de D. W. Griffith : le fiancé de Kitiie
- 1909 : Sweet and Twenty de D. W. Griffith : Frank
- 1909 : A Convict's Sacrifice (it)  de D. W. Griffith
- 1909 : A Strange Meeting de D. W. Griffith
- 1909 : They Would Elope de D. W. Griffith : Harry
- 1909 : With Her Card de D. W. Griffith
- 1909 : His Wife's Visitor de D. W. Griffith : Harry Wright
- 1909 : Oh, Uncle! de D. W. Griffith : Tom Wright, le neveu de Zeke
- 1909 : Pranks de D. W. Griffith
- 1909 : The Little Darling de D. W. Griffith
- 1909 : Les Rénégats de 1776 (The Hessian Renegades) de D. W. Griffith
- 1909 : Getting Even (en) de Dwight H. Little : Bud
- 1909 : The Children's Friend de D. W. Griffith
- 1909 : The Broken Locket de D. W. Griffith
- 1909 : A Fair Exchange de D. W. Griffith
- 1909 : Leather Stocking de D. W. Griffith
- 1909 : Pippa Passes; or, The Song of Conscience de D. W. Griffith
- 1909 : Mabel institutrice de D. W. Griffith
- 1909 : A Change of Heart (it) de D. W. Griffith
- 1909 : Lines of White on a Sullen Sea de D. W. Griffith
- 1909 : What's Your Hurry? de D. W. Griffith
- 1909 : The Gibson Goddess de D. W. Griffith
- 1909 : Nursing a Viper de D. W. Griffith
- 1909 : The Light That Came de D. W. Griffith
- 1909 : Two Women and a Man de D. W. Griffith
- 1909 : A Sweet Revenge de D. W. Griffith
- 1909 : A Midnight Adventure de D. W. Griffith
- 1909 : The Mountaineer's Honor de D. W. Griffith
- 1909 : The Trick That Failed de D. W. Griffith
- 1909 : In the Window Recess de D. W. Griffith
- 1909 : À travers les brisants (Through the Breakers) de D. W. Griffith
- 1909 : The Red Man's View de D. W. Griffith
- 1909 : Les Spéculateurs (ou Les Spéculateurs en grain) (A Corner in Wheat) de D. W. Griffith
- 1909 : The Test de D. W. Griffith : Harry
- 1909 : In Little Italy de D. W. Griffith
- 1909 : To Save Her Soul de D. W. Griffith
- 1909 : Choosing a Husband  de D. W. Griffith
- 1910 : The Dancing Girl of Butte de D. W. Griffith
- 1910 : The Call de D. W. Griffith
- 1910 : The Last Deal de D. W. Griffith
- 1910 : The Woman from Mellon's de D. W. Griffith
- 1910 : One Night and Then de D. W. Griffith
- 1910 : The Newlyweds de D. W. Griffith
- 1910 : Faithful de David Wark Griffith de D. W. Griffith
- 1910 : The Smoker de D. W. Griffith et Frank Powell
- 1910 : His Last Dollar de D. W. Griffith : le petit ami
- 1910 : The Two Brothers de D. W. Griffith : le mexicain
- 1910 : A Rich Revenge de D. W. Griffith : Harry
- 1910 : The Way of the World de D. W. Griffith
- 1910 : Up a Tree  de D. W. Griffith et Frank Powell
- 1910 : An Affair of Hearts  de D. W. Griffith et Frank Powell : Monsieur Borni
- 1910 : A Knot in the Plot  de D. W. Griffith et Frank Powell
- 1910 : The Face at the Window  de D. W. Griffith
- 1910 : Never Again de David Wark Griffith et Frank Powell : un prétend rival
- 1910 : May and December de D. W. Griffith et Frank Powell : Juin
- 1910 : Muggsy's First Sweetheart de D. W. Griffith : Muggsy
- 1910 : A Midnight Cupid de D. W. Griffith
- 1910 : A Child's Faith (it) de D. W. Griffith
- 1910 : Serious Sixteen de D. W. Griffith
- 1910 : When We Were in Our Teens de Frank Powell
- 1910 : Wilful Peggy de D. W. Griffith
- 1910 : Muggsy Becomes a Hero de Frank Powell : Muggsy
- 1910 : The Oath and the Man de D. W. Griffith
- 1910 : A Simple Mistake de Theodore Wharton
- 1910 : A Lucky Toothache de Frank Powell
- 1910 : The Other Way de Theodore Wharton
- 1910 : How Rastus Gets His Turkey de Theodore Wharton : Rastus
- 1910 : Running Away from a Fortune
- 1911 : The Burglar's Fee
- 1912 : The Professor's Daughters
- 1912 : Parson Sue
- 1912 : Mignon d'Alice Guy
- 1912 : Lend Me Your Wife
- 1912 : Bessie's Suitors
- 1912 : A Terrible Lesson d'Alice Guy : L'ami de Frank
- 1912 : Hubby Does the Washing de Lee Beggs et Alice Guy : Mr. Jay Poole
- 1912 : Boom Billy : Billy
- 1912 : Algie, the Miner d'Harry Schenck, Edward Warren et Alice Guy Blache : Algie Allmore
- 1912 : The Animated Bathtub
- 1912 : The Boarding House Heiress : Billy Doolittle
- 1912 : Count Henri, the Hunter
- 1912 : The Bachelor's Club
- 1912 : Billy's Shoes : Billy, le voyageur
- 1912 : Handle with Care : Billy
- 1912 : Billy's Troublesome Grip' : Billy
- 1912 : Billy's Nurse : Billy
- 1912 : Billy, the Detective : Billy
- 1912 : Billy's Insomnia : Billy
- 1912 : A Question of Hair
- 1912 : Auto Suggestions : le passionné de moto
- 1912 : In the Year 2000 d'Alice Guy
- 1912 : The Glory of Light
- 1912 : Fra Diavolo d'Alice Guy : Fra Diavolo
- 1912 : Father and the Boys
- 1912 : Between Two Fires de J. Searle Dawley
- 1912 : The Four Flush Actor
- 1912 : The Blood Stain d'Alice Guy
- 1912 : The Equine Spy de Edward Warren
- 1912 : Phantom Paradise d'Alice Guy
- 1912 : Playing Trumps
- 1912 : Treasures on the Wing d'Alice Guy
- 1912 : Harmonie en conserve d'Alice Guy
- 1912 : The Idol Worshipper
- 1912 : Just Hats
- 1912 : A Comedy of Errors
- 1912 : The Hater of Women
- 1913 : Billy's Board Bill : Billy
- 1913 : Billy Fools Dad : Billy
- 1913 : Billy's Strategy : Billy
- 1913 : Billy Joins the Band : Billy
- 1913 : Billy's Troubles : Billy
- 1913 : Billy Wins : Billy
- 1913 : Billy's Mistaken Overcoat : Billy
- 1913 : Billy's Double : Billy
- 1913 : Billy Gets Arrested : Billy
- 1913 : Billy Turns Burglar : Billy
- 1913 : Burglarizing Billy : Billy
- 1913 : Billy's Suicide : Billy
- 1913 : Billy's First Quarrel : Billy
- 1913 : Billy's Adventure : Billy
- 1913 : Billy Plays Poker : Billy
- 1913 : Billy's Honeymoon : Billy
- 1913 : Billy in Armor : Billy
- 1913 : Every Inch a Hero
- 1913 : Mistaken Intentions
- 1913 : Billy, the Wise Guy : Billy
- 1914 : Cherry (it) de James Young
- 1914 : The Girl from Prosperity de Ralph Ince
- 1914 : Wife Wanted de Ralph Ince : Billy
- 1914 : The Maid from Sweden de Lee Beggs : Billy
- 1914 : Our Fairy Play de Lee Beggs : Willie Finley
- 1914 : Uncle Bill de Ralph Ince : Jack Trent
- 1914 : The Arrival of Josie de Lee Beggs
- 1914 : Romantic Josie de Lee Beggs
- 1914 : Josie's Declaration of Independence de Lee Beggs
- 1914 : Josie's Coney Island Nightmare de Lee Beggs
- 1914 : Father's Timepiece de Lee Beggs : Billy
- 1914 : Eats de Lee Beggs
- 1914 : Josie's Legacy de Lee Beggs
- 1914 : The Evolution of Percival de Lee Beggs : Billy
- 1914 : In Bridal Attire de Lee Beggs : Billy
- 1914 : Convict, Costumes and Confusion de Lee Beggs
- 1914 : The Inn of the Winged Gods de Jacques Jaccard
- 1914 : The Egyptian Mummy de Lee Beggs : Dick Graham
- 1914 : Forcing Dad's Consent de Lee Beggs : Billy
- 1915 : Billy's Wager de Lee Beggs : Billy
- 1915 : A Mix-Up in Dress Suitcases de Lee Beggs
- 1915 : The Green Cat de Lee Beggs : Billy
- 1915 : The Young Man Who 'Figgered' de Lee Beggs : Billy
- 1915 : Burglarious Billy de Lee Beggs : Billy
- 1915 : A Study in Tramps de Lee Beggs : Billy
- 1915 : The Master of His House de Lee Beggs : Billy
- 1915 : The Boarding House Feud de Lee Beggs
- 1915 : The Vanishing Vault de Lee Beggs
- 1915 : Dimples, the Auto Salesman de Wilfrid North
- 1915 : Spades Are Trumps de Lee Beggs : Billy
- 1915 : Bertie's Stratagem de Lee Beggs : Billy
- 1915 : Billy the Bear Tamer de Lee Beggs : Billy
- 1915 : Dimples and the Ringde Wilfrid North
- 1915 : What Happened to Father de C. J. Williams : Dawson Hale
- 1916 : Intolerance (Intolerance: Love's Struggle Throughout the Ages) de D. W. Griffith
- 1916 : The Flirt de Billy Quirk
- 1917 : The Web of Life de George K. Rolands : Le valet
- 1917 : Susie of the Follies
- 1917 : Billy, the Governess : Billy
- 1918 : His Day Out d'Arvid E. Gillstrom
- 1921 : Bride and Broom
- 1921 : The Man Worthwhile de Romaine Fielding : Napoléon
- 1921 : At the Stage Door de Christy Cabanne : Harold Reade
- 1922 : My Old Kentucky Home de Ray C. Smallwood : Loney Smith
- 1923 : Success de Ralph Ince : Nick Walker
- 1923 : Un nuage passa (The Glimpses of the Moon) d'Allan Dwan : Bob Fulmer
- 1923 : Salomy Jane de George Melford : Colonel Starbottle
- 1923 : Broadway Broke de J. Searle Dawley : Joe Karger
- 1923 : A Bride for a Knight
- 1924 : The Dixie Handicap de Reginald Barker